# Neuruppiner

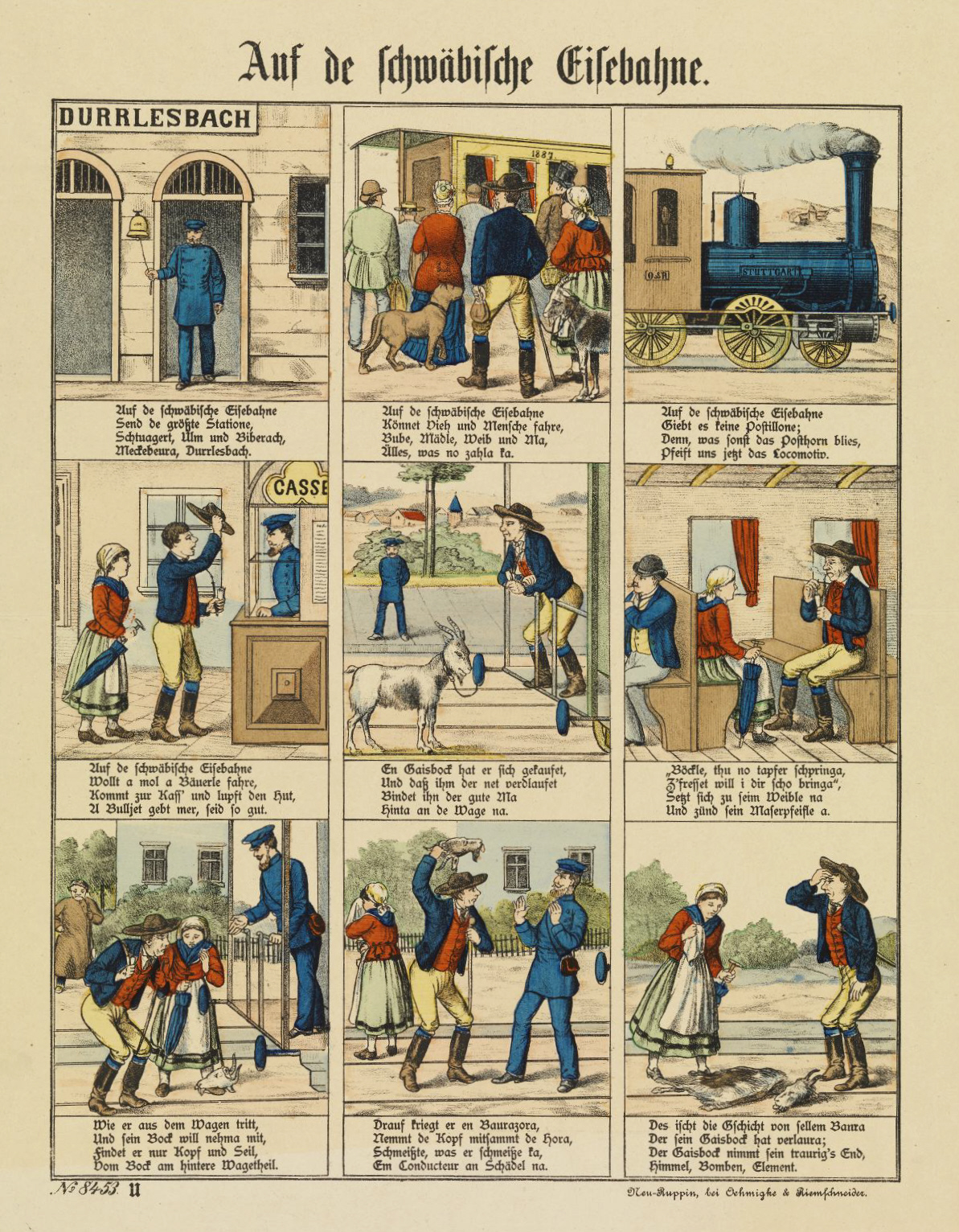
På de schwabiska järnvägarna, 1887

Neuruppiner kallas en sorts föregångare till våra moderna tecknade serier. I Neuruppin nordväst om Berlin producerade ett par förläggare kolorerade ark med i bildrutor framställda sagor och historier, åtföljda av tämligen triviala texter. De började ges ut 1775 och blomstrade särskilt kring 1800-talets mitt.
Neuruppintryckaren Bernhard Kühn (1756-1826) var den som uppfann genren. Hans son Gustav Kühn utökade sin fars verksamhet och ledde den till stor framgång. Kühns utgåvor var mycket uppskattade och två andra utgivare – Oehmigke & Riemenschneider och tryckaren F. C. Bergemann följde efter med egna varianter. 

## Bildgalleri

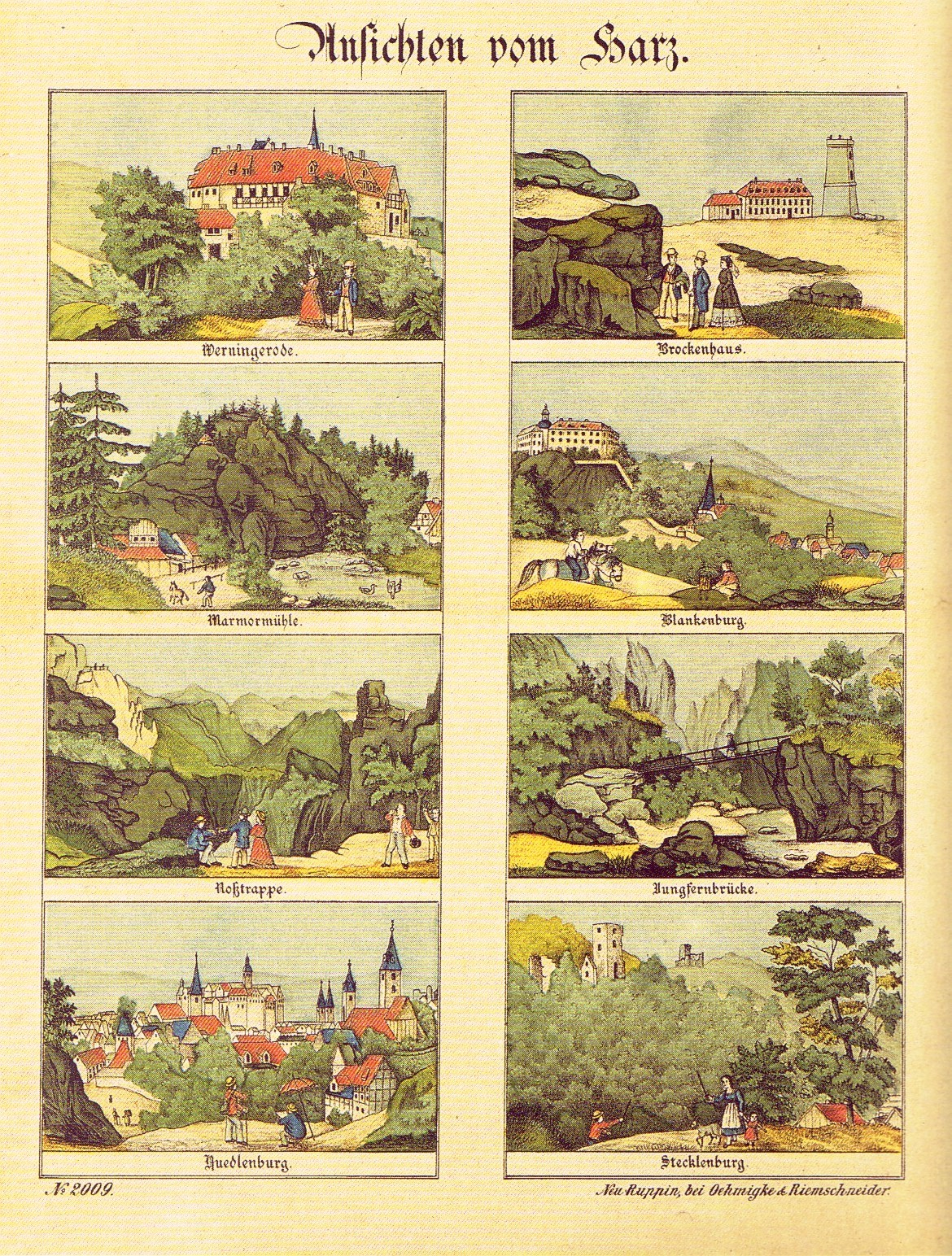
Utsikter från Harz, 1852
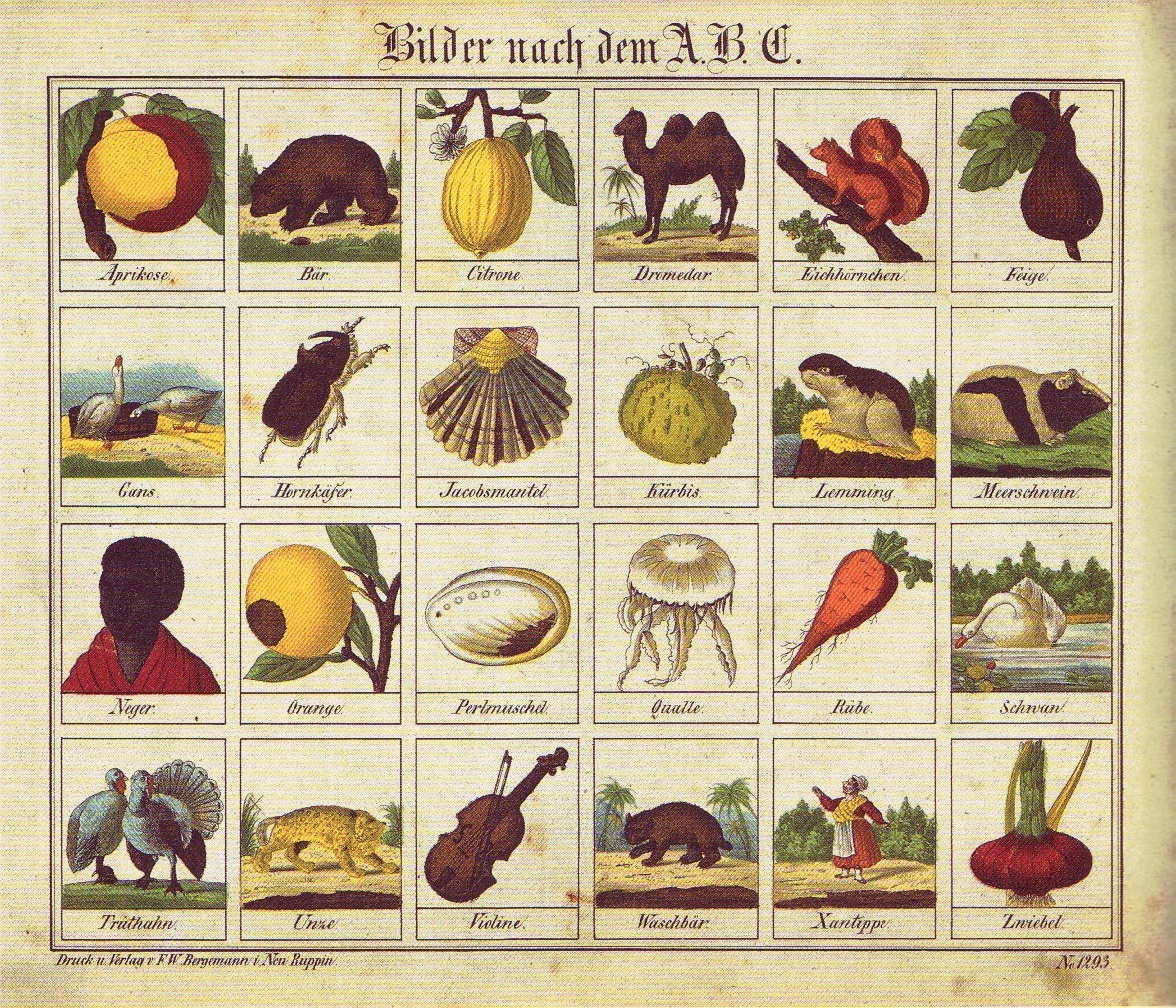
ABC-boksbilder, 1860
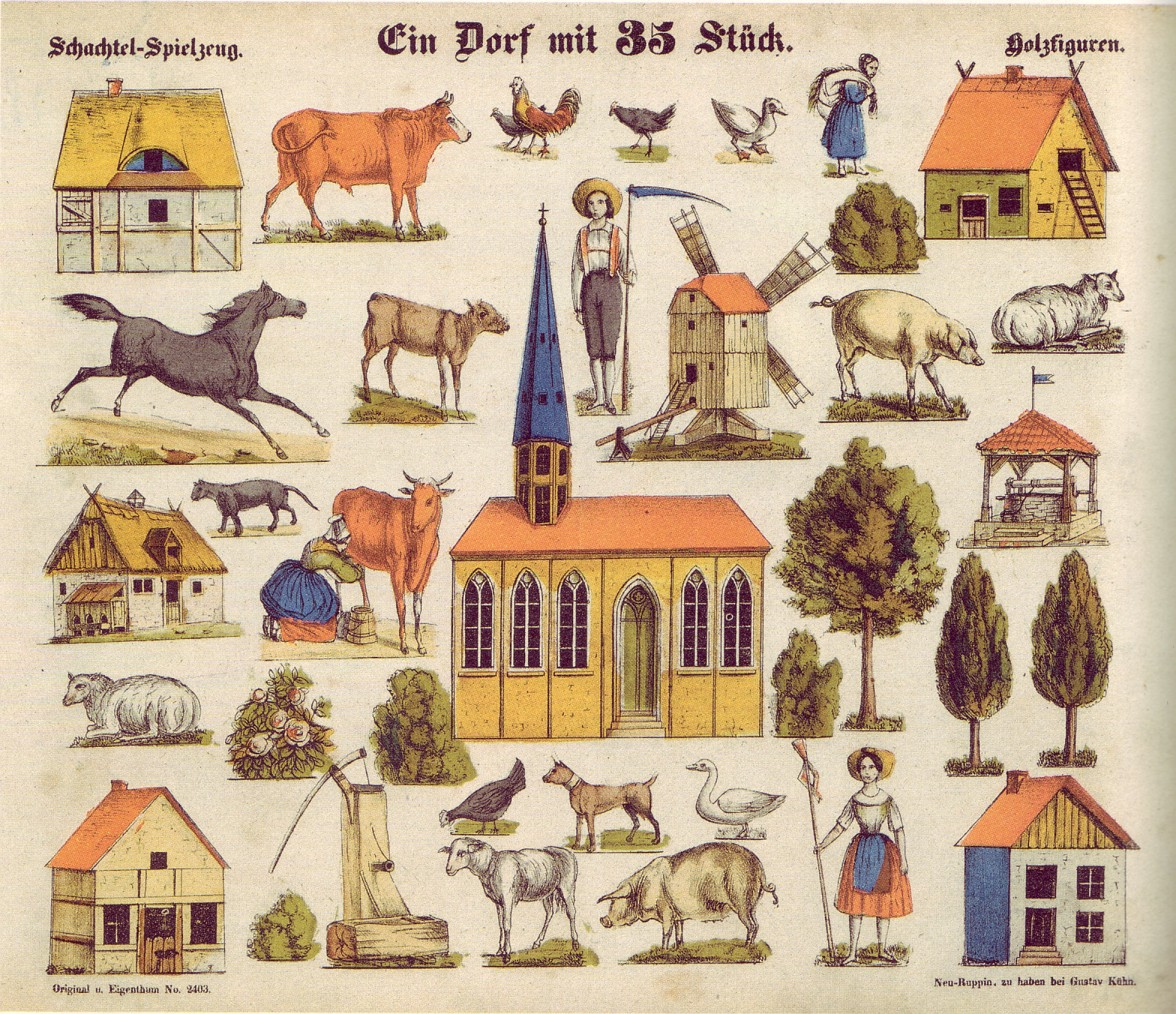
35 bilder från en by, 1850
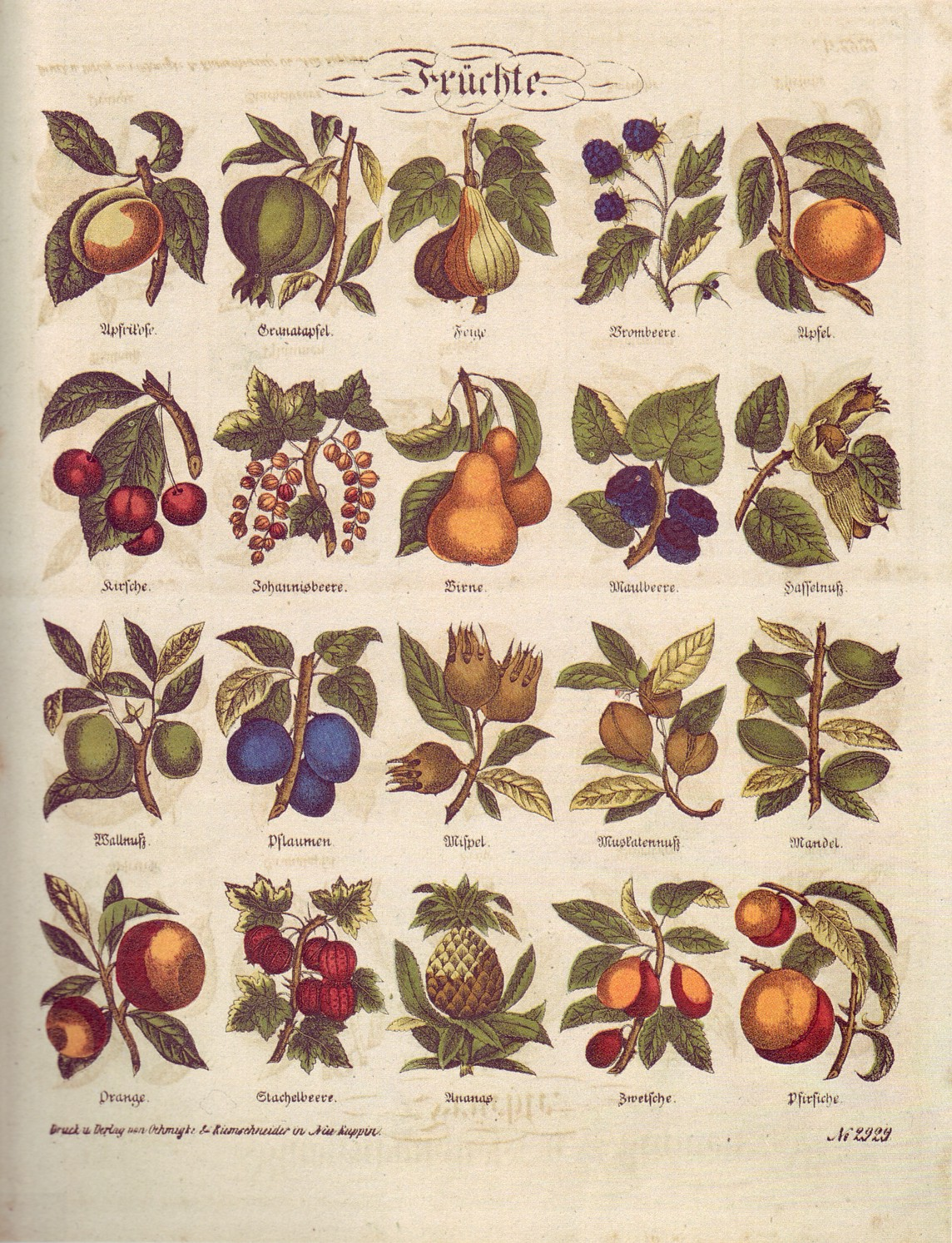
Frukter, 1856